# Rawtenstall
Rawtenstall is een plaats en civil parish in het bestuurlijke gebied Rossendale, in het Engelse graafschap Lancashire met 22.000 inwoners.

## Foto's

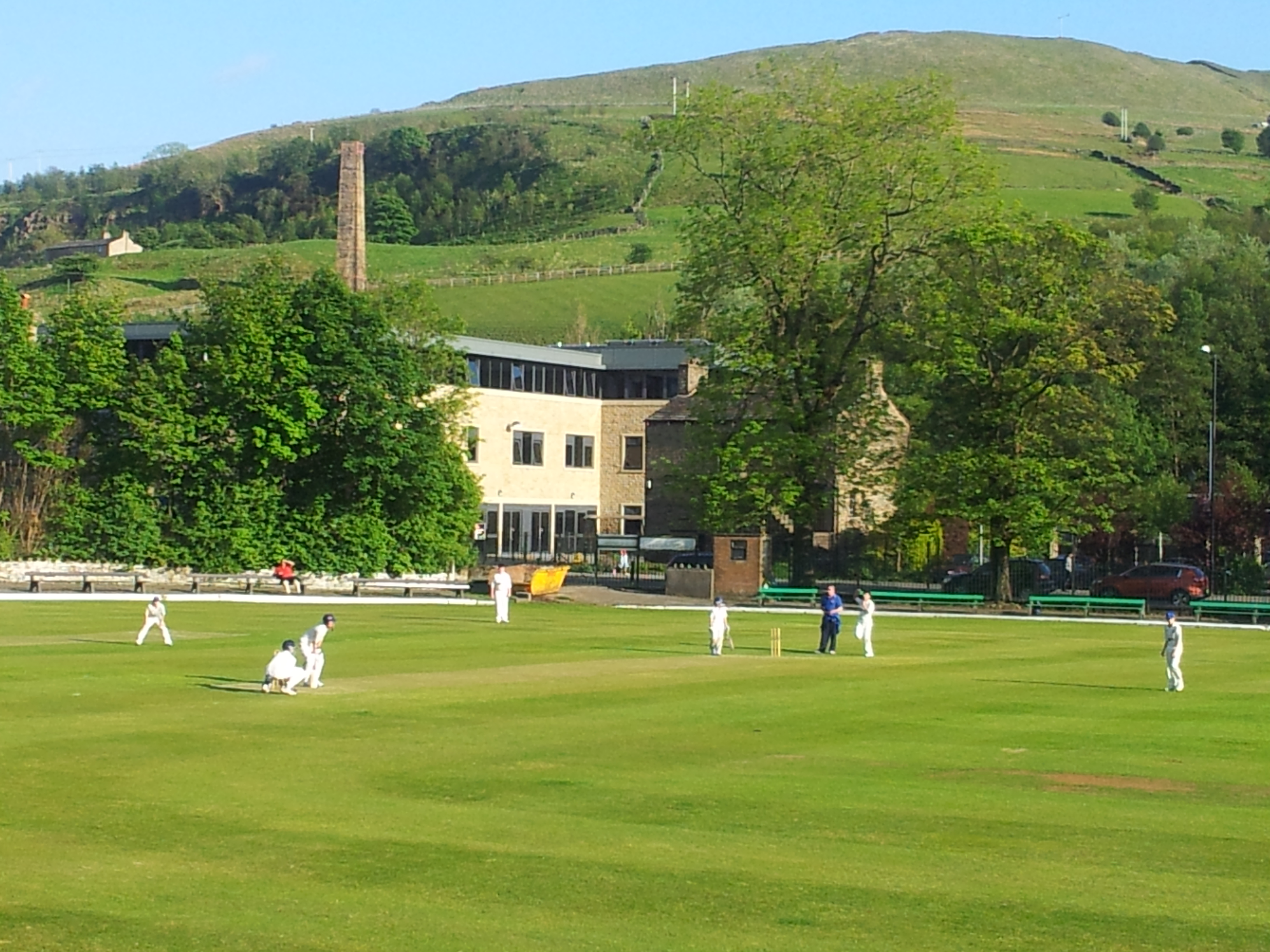
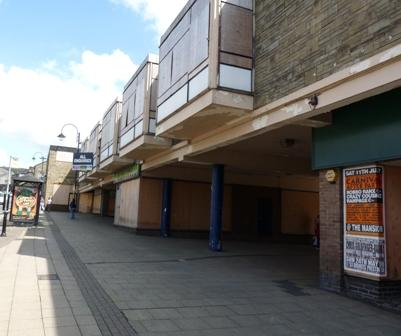